# 郭鋒 (唐朝)
郭鋒（8世纪—801年），华州郑县（今陕西省渭南市华州区）人，唐朝名将郭子仪之孫，其父为太原公郭曜，通称郭使君，官位鴻臚卿兼御史大夫。
郭鋒作为郭子仪的孙子，与堂兄弟郭晤子郭鐇各封百户。貞元五年（789年）十二月初三，回鶻第4代可汗合骨咄禄毘伽可汗（唐朝贈号武義成功可汗、長寿天親可汗）去世。十二月十一日，唐德宗派遣鸿胪卿郭锋册封回鹘第5代登里罗没密施俱录毗伽可汗多邏斯为忠贞可汗。
貞元六年（790年）四月，忠貞可汗被殺害，郭鋒作为弔祭使再次出使回鶻。十月十九日，郭锋开始从回鹘返回。回鹘派遣入唐告哀使达北特勒梅录跟随郭锋一道来唐朝，达北特勒入朝请求唐朝冊立继任的汨咄禄毘伽可汗阿啜。
之後、郭鋒担任麟州刺史。貞元十七年（801年）七月二十九日，吐蕃攻陷麟州，杀死刺史郭锋，铲平了麟州城廓，掳掠当地居民、党项部落，而后撤离。
回鶻第7代可汗登里羅羽録没蜜施合汨咄禄胡禄毘伽可汗（唐朝贈号怀信可汗）得知郭锋的死讯，回鶻国人尽皆悲嘆。